# Prora
Prora es un complejo turístico situado en la isla alemana de Rügen, conocido especialmente por sus colosales estructuras turísticas construidas durante el período nacionalsocialista. El complejo de edificios e instalaciones fue ideado como un proyecto de la organización Kraft durch Freude (KdF).
Todo el conjunto ha sido incluido dentro de la llamada arquitectura nazi. Sin embargo, Prora nunca fue empleado como centro vacacional durante la Alemania nazi.

## Características
Prora fue concebido para albergar 20 000 vacacionistas, con la idea de que cada obrero pudiese pasar vacaciones en la playa. Diseñado por Clemens Klotz (1886-1969), cada habitación de 5 por 2,5 m disfrutaba de vista sobre el Mar Báltico, contaba con dos camas, un armario y un lavaplatos. Los sanitarios y las duchas eran comunes.
Los ocho edificios que conforman la obra son idénticos entre sí y se extienden sobre más de 4 km, a aproximadamente 150 m de la playa. Dos de los ocho bloques están destruidos actualmente, los otros están siendo renovados.

## Historia
El complejo, destinado a ser un resort de vacaciones para los trabajadores alemanes, fue construido por la organización Kraft durch Freude (KdF), traducible al español como Fuerza a través de la Alegría. Los trabajos de construcción dieron comienzo en 1936.
Cuando el comienzo de la Segunda Guerra Mundial interrumpió los trabajos, para entonces no se habían completado todavía todas las infraestructuras previstas en el proyecto. Los obreros fueron transferidos a Peenemünde para la construcción de la fábrica de las Vergeltungswaffen. Durante la campaña de bombardeos aliados un número indeterminado de civiles alemanes, especialmente de Hamburgo, fueron reinstalados aquí y posteriormente también acogerían a refugiados de la Alemania oriental. Hacia 1945 los edificios eran empleados como residencia por el personal auxiliar de la Luftwaffe. Tras el final de la guerra Prora quedó situada en la Zona de ocupación soviética, por lo que el Ejército Rojo empleó sus instalaciones como base militar. Tras la creación de la República Democrática Alemana (RDA), los edificios fueron empleados por el Ejército Popular Nacional para instalar una Escuela militar.
Tras la Reunificación alemana el Bundeswehr siguió utilizando las instalaciones hasta 1992, fecha en que pasaron a tener otros usos. Abandonados, los edificios se vieron progresivamente afectados por la acción del tiempo y el vandalismo. Uno de los edificios fue recuperado para acoger un albergue juvenil, y posteriormente algunos de los bloques fueron vendidos a empresas inmobiliarias para ser convertidos en los complejos residenciales Prora Solitaire y Nova Prora, y convertidos en apartamentos de lujo y un hotel.

## Premios
El conjunto del proyecto recibió un premio de arquitectura durante la Exposición Internacional de 1937.

## Vistas

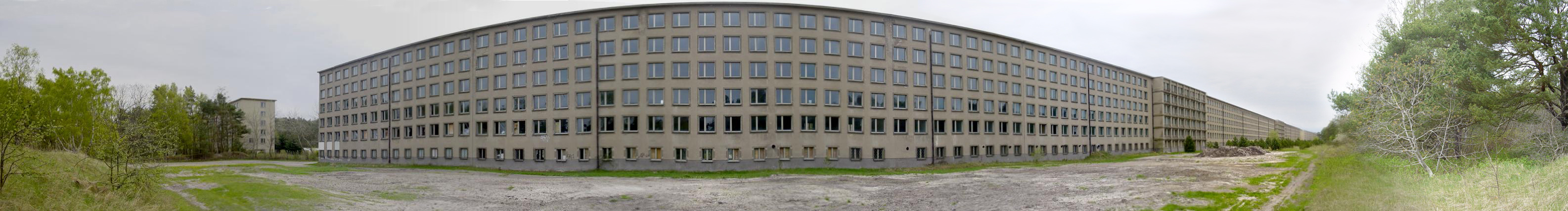
Vista panorámica de los bloques desde el lado del mar.

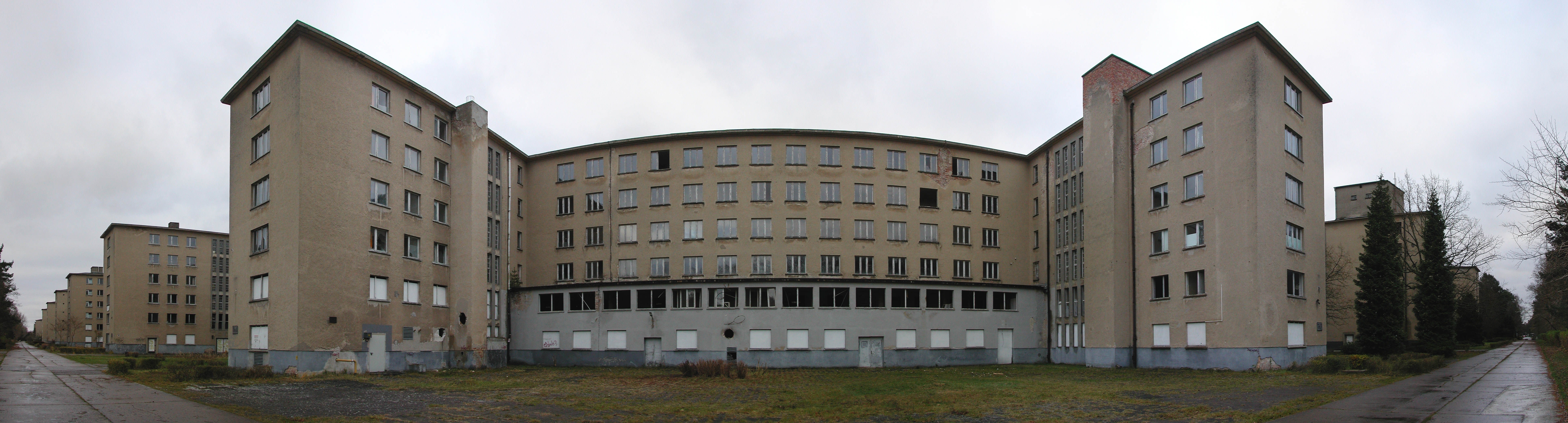
Vista panorámica de los bloques desde el lado terrestre.